# 定方俊樹
定方 俊樹（さだかた としき、1992年3月4日 - ）は、長崎県大村市出身の陸上競技選手。長崎県立川棚高等学校、東洋大学理工学部卒業。三菱重工マラソン部所属。
SUMCO TECHXIV陸上競技部元監督で、廣中璃梨佳を中学時代に指導した定方次男は父。マツダ陸上競技部に所属する定方駿は弟。

## 来歴・人物
旭化成陸上部に所属していた松尾良一は小学校の同級生にあたる。
高校3年次の第15回全国都道府県対抗男子駅伝では1区で区間8位の好走を見せた。
大学では1年次から頭角を現し、2010年U20日本陸上競技選手権5000mでは5位入賞。同期の設楽啓太・設楽悠太とともに第22回出雲駅伝にも出場したが、その後は故障に悩まされ駅伝メンバーに入ることができなかった。
3年次の第89回箱根駅伝でメンバー入りを果たし、前年まで柏原竜二が4年連続往路優勝のゴールテープを切っていた5区を任される。往路5連覇に向けてトップでタスキを受けるも、強い向かい風が吹き荒れるなかで服部翔大（日本体育大学）と山本修平（早稲田大学）に逆転を許し3位でゴール。区間10位に終わった。
4年次の2013年6月には日本学生陸上競技個人選手権5000mで優勝。しかし脛の故障もあり大学三大駅伝全ての大会でメンバーから外れた。第90回箱根駅伝では5区・10区の給水を務めた。
大学卒業後は三菱重工業に入社し、長崎マラソン部に所属。同部は2015年に三菱日立パワーシステムズ（MHPS）に移管された後、2020年9月1日に三菱重工業に再移管されている。
2016年の第60回全日本実業団駅伝では1区を務め、トップと6秒差の区間8位。同駅伝では2021年現在まで6回連続出場を果たし、うち4回で区間1桁順位を記録している。
2017年の第53回九州実業団毎日駅伝では最終7区で区間賞の走りを見せ、旭化成を逆転し初優勝のゴールテープを切った。翌2018年の第54回大会でも最終7区で区間賞を獲得。旭化成を逆転し2連覇のゴールテープを切った。
2017年の第55回延岡西日本マラソンで初マラソンに挑戦。5回目のマラソンとなる東京マラソン2020では、従来の自己記録を8分48秒も更新する、日本歴代9位（当時）の2時間07分05秒を記録。日本人4番手の10位に入る快走を見せた。
大学時代のマイブームはNHKの連続テレビ小説。夢はオリンピック出場である。

## 記録
- 5000m：13分47秒84（2020年 ホクレンディスタンスチャレンジ）
- 10000m：28分31秒90（2021年 九州実業団陸上競技選手権）
- ハーフマラソン：1時間02分40秒（2016年 香川丸亀国際ハーフマラソン）
- マラソン：2時間07分05秒（2020年 東京マラソン2020）

## 主な戦績
- 2013年1月 第89回東京箱根間往復大学駅伝競走 5区(23.4km) 1時間25分03秒 区間10位[2]
- 2013年6月 日本学生陸上競技個人選手権 5000m 14分21秒32 優勝[9]
- 2016年1月 第60回全日本実業団対抗駅伝競走大会 5区(12.3km) 35分30秒 区間8位[6]
- 2016年11月 第53回九州実業団毎日駅伝競走大会 7区(14.7km) 43分34秒 区間賞（MHPS初優勝）
- 2017年11月 第54回九州実業団毎日駅伝競走大会 7区(14.4km) 43分18秒 区間賞（MHPS2連覇）
- 2020年3月 東京マラソン2020 2時間07分05秒 10位（当時マラソン日本歴代9位）